# Euphilomedes corrugata
Euphilomedes corrugata is een mosselkreeftjessoort uit de familie van de Philomedidae. De wetenschappelijke naam van de soort is voor het eerst geldig gepubliceerd in 1897 door Brady.